# Psychotria guapilensis
Psychotria guapilensis là một loài thực vật có hoa trong họ Thiến thảo. Loài này được (Standl.) Hammel miêu tả khoa học đầu tiên năm 1991.